# NGC 7404
NGC 7404 (другие обозначения — IC 5260, PGC 69964, ESO 346-10, MCG -7-47-1) — галактика в созвездии Журавль.
Этот объект входит в число перечисленных в оригинальной редакции «Нового общего каталога».